# Zaphne alpina
Zaphne alpina är en tvåvingeart som först beskrevs av Huckett 1944.  Zaphne alpina ingår i släktet Zaphne och familjen blomsterflugor. Inga underarter finns listade i Catalogue of Life.